# Anne Jardin
Anne Jardin-Alexander (Montréal, 26 luglio 1959) è un'ex nuotatrice canadese.
Specializzata nello stile libero, ha vinto la medaglia di bronzo nelle staffette 4x100 m sl e 4x100 m misti alle Olimpiadi di Montreal 1976.
È stata primatista mondiale dei 50 m sl.

## Palmarès
- Olimpiadi

Montreal 1976: bronzo nelle staffette 4x100m sl e 4x100m misti.
- Giochi panamericani

1975 - Città del Messico: bronzo nei 200m sl.